# Boulanger
Ne doit pas être confondu avec Boulangiste.
Pour les articles homonymes, voir Boulanger (homonymie).
 (janvier 2017).
Un boulanger ou une boulangère est un professionnel spécialiste de la fabrication du pain, de ses dérivés, de la viennoiserie. Certains pays restreignent cette appellation aux seuls artisans, selon un cahier des charges défini de manière règlementaire.
Les boulangeries qui concernent traditionnellement le commerce de proximité voient actuellement leur nombre diminuer à cause des rayons spécialisés dans les supermarchés.

## Histoire

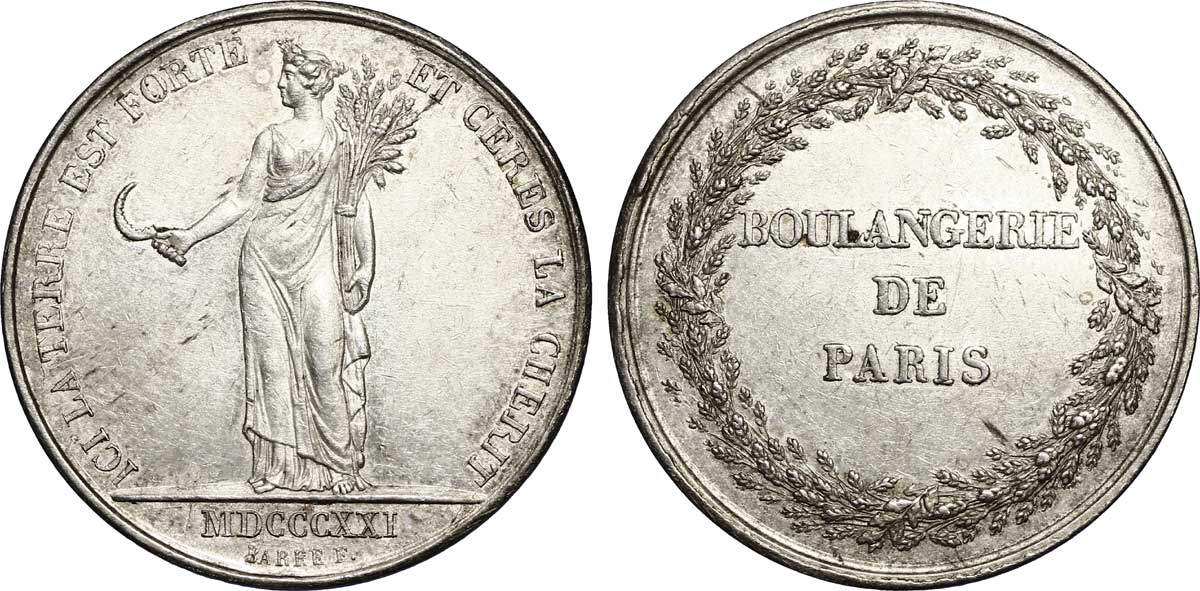
Jeton de la corporation des boulangers

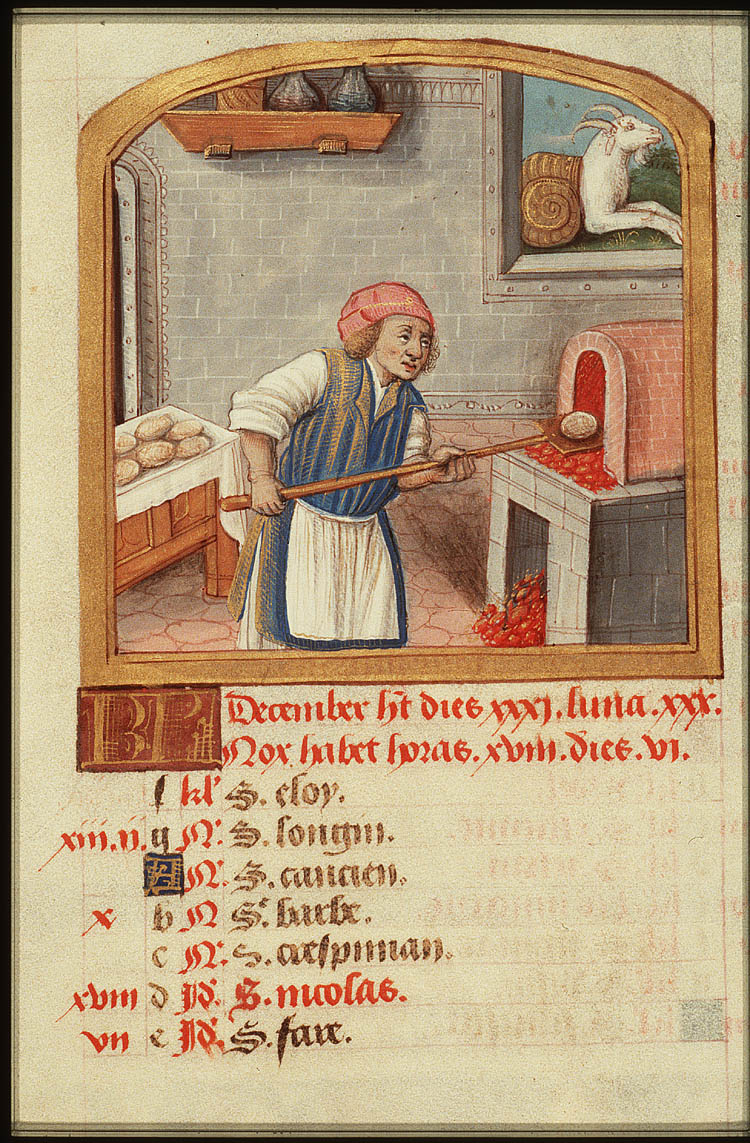
Boulanger dans un calendrier du Moyen Âge.

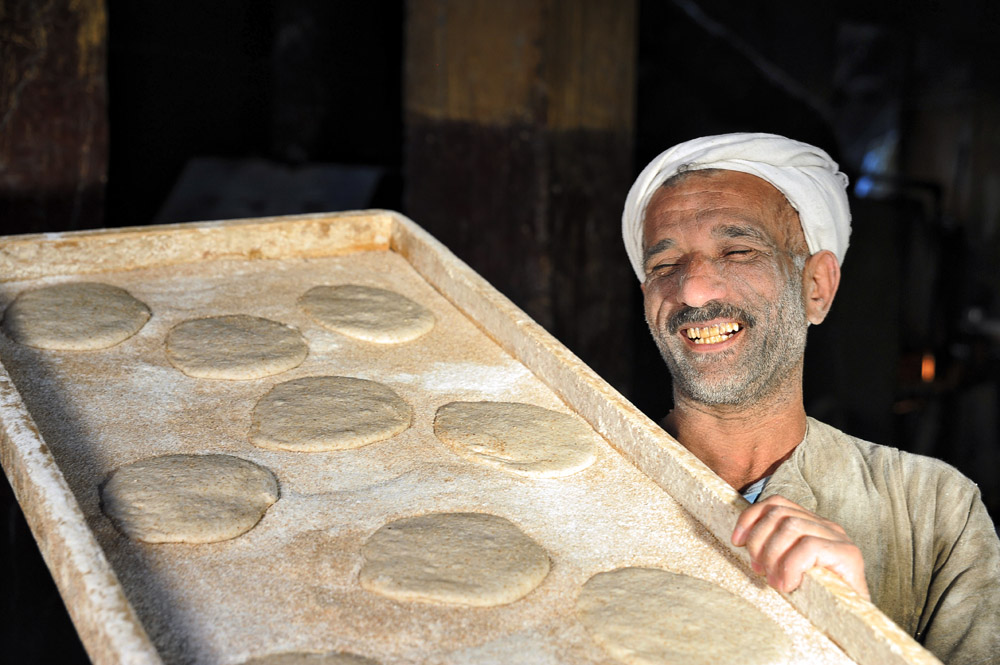
Boulanger en Égypte

À Rome, la fabrication du pain fut d'abord une affaire domestique. Selon le témoignage de Pline l'Ancien, les boulangers professionnels (pistores) n'apparurent que vers 170 av. J.-C. Mais la profession s'organisa et, sous Trajan, il y avait une corporation (collegium) des boulangers, qui disposait de privilèges, sous l'autorité du préfet de l'annone.
Le pain est longtemps un produit domestique fabriqué à la maison et cuit à l'extérieur par un fournier qui tient le four banal, ou un produit commercial fabriqué et vendu par un artisan, appelé manganier, pistre ou panetier, cet ancêtre du boulanger actuel s'imposant sur le fournier à partir du XIVe siècle en France.
La révolution française, bien qu'apportant plus de liberté dans le commerce, réglementa en 1791 le prix du pain et l'installation des fours dans les grandes villes, réglementation qui se termina en 1863 par la liberté d'installation des boulangers. Pendant cette période, vers 1850, se créèrent des manutentions civiles, sociétés industrielles de boulangerie qui tentèrent, sans grand succès, de concurrencer les petites boulangeries.
Historiquement, on distinguait le « mitron », garçon boulanger travaillant pour un patron, du « boulanger », patron et propriétaire de la boulangerie.
Pour qualifier le retour forcé de la famille royale (le roi Louis XVI, la reine et le Dauphin) de Versailles aux Tuileries le 6 octobre 1789, les Parisiens qui y prirent part utilisèrent l'expression « le boulanger, la boulangère et le petit mitron ».

## Réglementation

### France
En France, il y est réservé aux professionnels, soit à 34 200 artisans boulangers, dont la production représente 70 % des ventes totales de pain (chiffres de l'Institut national de la boulangerie-pâtisserie, 2004).
Depuis la loi du 25 mai 1998, votée sous l'impulsion de Jean-Pierre Raffarin, et à la suite du « décret pain » du 13 septembre 1993, les dénominations « boulanger » et « boulangerie » sont les artisans qui choisissent leurs matières premières, pétrissent la pâte, en contrôlent la fermentation ainsi que la mise en forme et enfin cuisent le pain sur le lieu de vente. Les textes prévoient par ailleurs que, dans ce cas, les produits nécessaires à la fabrication du pain ne doivent à aucun moment être surgelés ni congelés, sinon, il faut employer le terme de « dépôt de pain(s) », ou « pain(s) » sur le magasin.
Le métier de paysan-boulanger n’est pas référencé alors que la profession est en plein essor. Ces artisans réalisent l’ensemble des opérations conduisant à l’élaboration du pain, du semis des céréales à la vente. Aujourd’hui, ils sont administrativement répertoriés comme des producteurs agricoles pratiquant la vente directe.
Le commerce de proximité est désormais concurrencé dans l’activité de boulangerie, en permettant aux supermarchés de disposer d’un produit d’appel. Les parts de marché pour la vente de pain a ainsi progressé de 12 % au profit de la grande distribution. Les ventes y sont 3 fois supérieures et les enseignes ont des moyens dont ne disposent pas les petits commerçants pour investir dans du matériel de panification moderne. En revanche, en raison de la convention collective appliquée en grande distribution et leurs horaires et jours d'ouverture, les rémunérations sont inférieures puisque tronquées des majorations pour travail de nuit, de dimanche ainsi que de la prime de fin d'année obligatoire pour les artisans.
Un boulanger commence généralement entre 3 et 6 heures du matin, il finit son travail vers 12 à 13 heures c'est-à-dire qu'il ne travaille pas l'après midi sauf journées spéciales (Veille des fêtes). Un boulanger débutant touche un salaire d'environ 1 500 €, le salaire d'un boulanger peut aller jusqu'à 3 000 €.
Par tradition depuis 1994, le lauréat annuel du concours de la meilleure baguette de Paris approvisionne en pain une année durant la Présidence de la République et le Maire de Paris.

#### Formations en France
En France, pour exercer le métier de boulanger, il est nécessaire de suivre une formation bien spécifique. Les cursus ouvrant la voie à cette profession sont les suivants :
- le CAP boulangerie : le certificat d'aptitude professionnelle de boulangerie est un diplôme accessible à l'issue d'une formation professionnelle d'un ou deux ans. Il s'agit d'un premier niveau de qualification dans le domaine de la boulangerie, accessible dès la classe de troisième. Au cours d'un CAP boulangerie, les élèves assistent à des cours pratiques ainsi que théoriques. Le CAP accorde une importance particulière à la professionnalisation. De ce fait, des périodes de stages sont proposées et les élèves peuvent également suivre la formation en alternance. On estime qu'avec ce niveau d'études, le salaire moyen est de 1 600 € brut (pour les grandes surfaces, boulangerie artisanal pour un boulanger seul 1 800 € net, chaîne type marie blanchere ou pâte à choux 1 600 € net)[8].[pas clair]
- le Bac pro boulanger-pâtissier : Après la classe de troisième, les élèves souhaitant suivre un baccalauréat professionnel boulanger-pâtissier peuvent intégrer un lycée professionnel. Le baccalauréat a lieu à l'issue d'une formation d'une durée de trois ans. Pour ce niveau d'études, le salaire moyen est supérieur : 1 750 € brut[8].

### Activités annexes en France
Cette activité est souvent couplée avec celle de pâtissier, ainsi qu'avec la vente de sandwichs ou de bonbons.

## Technique
À l'aide d'un pétrin muni d'une cuve et d'un bras (axe oblique semblable à une fourche à deux branches recourbées), le boulanger met les ingrédients (farine, eau, sel, levure) dans la cuve de pétrissage. Le pétrin a deux vitesses, la première vitesse sert à former une pâte (étape dite du fraisage) et la seconde vitesse sert au pétrissage afin de former le réseau glutineux et une pâte lisse et homogène. Il existe plusieurs sortes de pétrissage : le pétrissage intensifié (frasage de 5 minutes + 15 à 18 minutes en deuxième vitesse), le pétrissage amélioré, qui forme une pâte moins blanche et donc une mie plus foncée (frasage + 8 à 10 minutes en deuxième vitesse) et le pétrissage à vitesse lente (ce type de pétrissage n'est pratiquement plus utilisé dans la profession à l'exception des artisans utilisant un pétrin corse) : frasage + 20 à 25 minutes en première vitesse. Le pain peut être réalisé avec différents éléments fermentatifs tels que la pâte fermentée (pâte a pain ayant subi une fermentation d'au moins 24 h), le levain (pâte composée de farine, d'eau potable, et d'une base sucrée telle que du jus de fruit ou du miel éventuellement additionnée de sel, et soumise à une fermentation naturelle acidifiante) ou sur poolish (mélange moitié eau, moitié farine avec un peu de levure pétri et qui fermente 24 h avant un nouveau pétrissage avec le reste de farine et d'eau et le sel)[réf. nécessaire].

## Économie

### Fonctionnement économique
La part du pain a beaucoup baissé dans l’alimentation des populations des sociétés occidentales modernes. Ainsi en France, la consommation moyenne annuelle par personne est passé de 328 kg en 1900 à 58 kg de nos jours. Mais avec une amélioration de la qualité, et de la diversité des produits proposés à la clientèle. Le pain est vendu dans trois types de commerces :
1. Les artisans boulangers, qui représentent 64 % des ventes en volume ;
2. Les grandes surfaces, qui concurrencent désormais la boulangerie traditionnelle (25 % des points de production et de vente, 4,81 milliards d’euros de CA en 2011) ;
3. En 2010, la boulangerie en franchise, qui compte 3 500 boutiques sur le territoire français développe un chiffre d’affaires de 1 milliard d’euros par an[10].

Les meuniers fournissent en farine les boulangers.